# Humble Bundle
Humble Bundle er en pakke spil man kan købe over hjemmesiden humblebundle.com, der støtter velgørenhed og andre formål.
Pakken af spil man kan købe er i en begrænset tidsperiode, som ofte består af 2 uger.
Humble Bundle plejer at bestå af en række Indie spil, som nogle spil-udviklere har lavet. Humble Bundle's motto er, at man selv bestemmer hvor meget man betaler. Man kan vælge at betale lige så mange dollar, som man har lyst til.
Lige nu er Humble Indie Bundle 4 i gang, og har nået sit hidtil højeste popularitetsniveau. Indtil videre har over 410.000 købt pakken, med et gennemsnit på over 5.2 dollar.

Liste over spil i Humble Indie Bundle 4:
- Jamestown
- Bit.Trip Runner
- Super Meat Boy
- Shank
- NightSky HD

- Cave Story +*
- Gratuitous Space Battles*
- Humble Indie Bundle 3 (Cogs, VVVVVV, Hammerfight, And Yet It Moves og Crayon Physics Deluxe.)*

- Kun inkluderet hvis betalt over gennemsnit.